# Damasippoides erythropterus
Damasippoides erythropterus är en insektsart som beskrevs av Ludwig Redtenbacher 1906. Damasippoides erythropterus ingår i släktet Damasippoides och familjen Damasippoididae. Inga underarter finns listade i Catalogue of Life.